# FFFプロレスリング
FFFプロレスリング（トリプルエフ・プロレスリング、エフスピリット・ファンタジー・ファイターズ・プロレスリング）は、日本のプロレス団体。運営はC&Bグループ。

## 歴史
- 2011年6月3日、南条隼人が設立。
- 8月27日、大阪府立体育会館第2競技場で旗揚げ戦を開催。
- 2012年5月、C&Bグループの傘下に入る。
- 2014年9月1日、南条とC&Bの、もつれにより解散。

## タイトル
- FFFタッグ王座

## 所属選手

### 男子選手
- 南条隼人（現：赤城）
- HIROMASA（現：小山寛大）
- HANA

### 女子選手
- Ayaka

## スタッフ

### レフェリー
- 秀美